# Petosiris

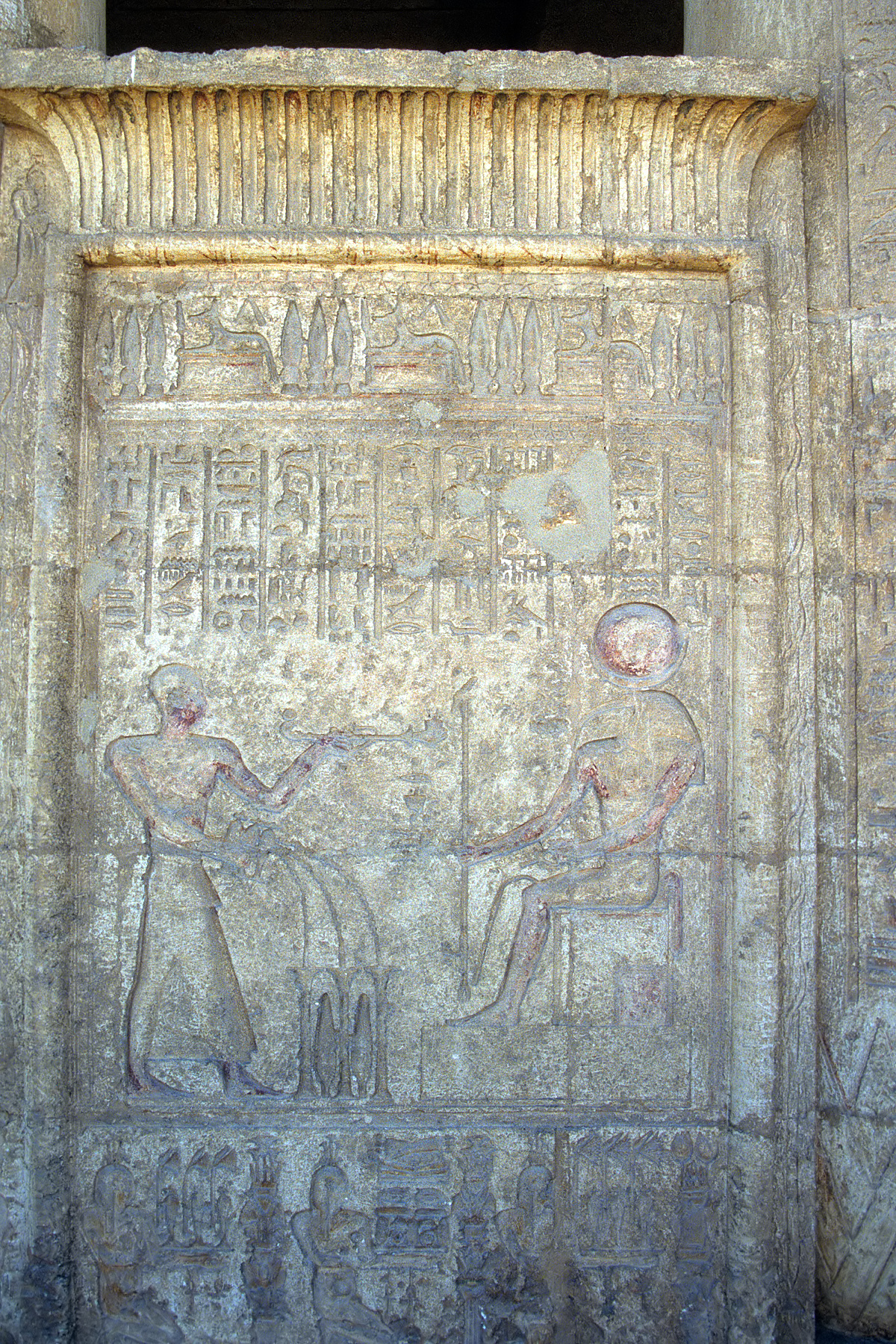
Facciata della tomba di Petosiri a Tuna el-Gebel.

Petosiris (o Petosìride, originariamente Ankhefenkhons; ... – dopo il 323 a.C.) è stato un sacerdote egizio vissuto durante la XXX dinastia, che resse l'Egitto tra il 380 e il 343-2 a.C., e sotto la successiva invasione persiana (343-2 a.C.) e macedone (332 a.C.).

## Biografia
Figlio di Sishu (o Neschuo), scriba del faraone Nectanebo II, e della nobile Nefer-Renpet, fu Sommo Sacerdote del dio Thot a Ermopoli e sacerdote di Amon-Ra, Hathor, Khnum e Sekhmet, morto durante il regno del faraone Tolomeo I (323 - 283/2 a.C.) e considerato un grande saggio dai suoi contemporanei, come testimoniano i numerosi graffiti di devoti sulle pareti della sua cappella, edificata presso la sua tomba a Tuna el-Gebel, la necropoli di Ermopoli. Come scrisse l'archeologo Gustave Lefebvre: 

## Tomba

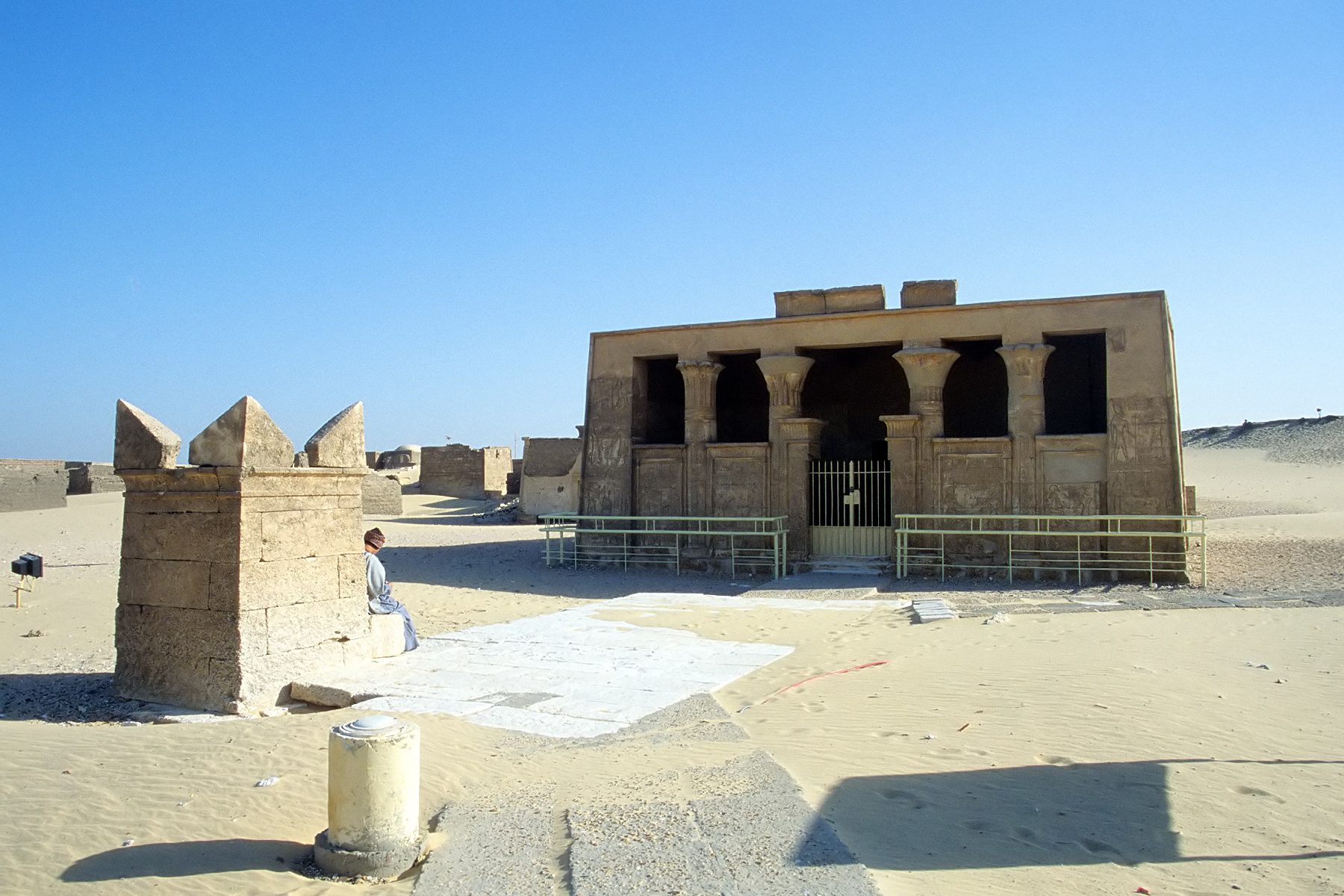
Cappella funeraria di Petosiris

La cappella funeraria che Petosiris si fece costruire a Tuna el-Gebel, necropoli di Ermopoli, fu concepita come un vero e proprio tempio in miniatura (6 x 7 metri), provvisto di pronao e di cappellette interne dedicate al proprio culto mortuario intorno a un naos per il quale si accedeva alla sepoltura, 8 metri sotto terra, dove fu rinvenuto il suo sarcofago, oggi al Museo del Cairo (n. 6036). Il sepolcro fu concepito per tutta la famiglia di Petosiris: vicino al suo sarcofago giaceva anche quello del fratello Dyedtotefankh, oggi al Museo egizio di Torino. Mentre le iscrizioni del feretro di Petosiris sono intagliate nel legno, su quello del fratello i geroglifici furono realizzati in pasta vitrea dai colori vivaci.
Il piccolo complesso è decorato dalla sua autobiografia, in cui egli descrive le proprie azioni; si vanta, per esempio, di aver restaurato le fortune del tempio presso cui officiava. Offre inoltre preziose informazioni sul suo turbolento periodo storico, come le disgrazie cagionate dalla invasione persiana:
Il sacerdote dipinge poi di sé l'immagine di un uomo pio, vissuto sempre sottomesso ai precetti divini e nell'osservanza della legge morale.
Mentre i soggetti e i temi delle scene rimangono quelli della tradizione egizia, lo stile (acconciature, capo d'abbigliamento, oggetti ornamentali) è ellenistico. Nel vestibolo, che è la parte più tarda nonché postuma a Petosiris, le decorazione consta di rappresentazioni di azioni quotidiane come la carpenteria, il raccolto e la presentazione di offerte al defunto; nella cappella, coeva a Petosiris, gli stilemi sono tradizionali e i soggetti esclusivamente cultuali (corteo funebre, offerte agli dèi e loro venerazione).